# Griffin Gluck
Griffin Alexander Gluck (Los Angeles, 2000. augusztus 24. –) amerikai színész.
Gyerekszínészként kezdte karrierjét olyan vígjátékokban, mint a Kellékfeleség (2011) és a Miért pont Ő? (2016). Később főszerepeket játszott A nagybetűs kamaszkor (2019), A magas lány (2019) és a A magas lány 2. (2022) című filmvígjátékokban. 
Első televíziós főszerepét egy kómába esett tinédzserként alakította a Red Band Society című drámasorozatban (2014–2015). Egy fiatal filmes csodagyerek szerepében szerzett kritikai elismerést a Netflixes American Vandal című mockumentary sorozatában (2017–2018). Gabe / Dodge szerepében szintén kedvező kritikákat kapott a Netflix Locke & Key – Kulcs a zárját című horrorsorozatában (2020–2022). 2023-ban feltűnt a Kegyetlen nyár című antológiasorozat második és egyben utolsó évadjában.  

## Gyermekkora és családja
Los Angelesben született, Cellin Gluck filmrendező és producer, valamint Karin Beck produkciós asszisztens és producer gyermekeként. Édesapja amerikai szülők gyermekeként a japán Vakajama prefektúrából származott és részben Kóbe-ban nevelkedett. Griffin apai nagyszülei japán-amerikai származásúak, nagyapja, Jay Gluck zsidó származású amerikai régész, történész, a japán kultúra rajongója.
Mielőtt abbahagyta volna tanulmányait, egy szemeszter erejéig a New York állambeli Bard College-ban járt, ahol filmművészetet és fotográfiát tanult.

## Pályafutása
Azután kezdett el színészettel foglalkozni, hogy nővérével, Caroline-nal ellátogattak a Guys and Dolls című nyári gyerekelőadásra. Első nagyobb szerepe hároméves korában volt a Time Out című rövidfilmben, amely édesapja koproduceri közreműködésével készült.
A szakmai áttörés 2011-ben jött el számára, a Kellékfeleség című filmmel, Michael szerepében Young Artist Awardra jelölték. Később Mason Warnert alakította a Doktor Addison című sorozatban, majd a sorozat állandó szereplőjévé lépett elő. Miután a sorozatot törölték a műsorról, a 20th Century Fox TV Back in the Game című televíziós próbaepizódjának szereplője lett. A szituációs komédiát 2013 novemberében törölték.
2014-ben Charlie szerepét játszotta a Fox Red Band Society című vígjáték-drámasorozatában, kómában fekvő karaktere a sorozat narrátora is egyben. 2015 márciusában szerepet kapott az NBC-s Cuckoo című próbaepizódjában, amelyből azonban nem készült sorozat.
Első filmfőszerepét a 2016-os Életem legrosszabb éve című filmben kapta, amely James Patterson népszerű regénye alapján készült. 2019-ben A magas lány című filmben szerepelt, majd 2020-ban annak folytatásában, A magas lány 2.-ben is visszatért. 2024-ben negatív szereplőt alakított az Idővágás című horrorfilmben.

## Filmográfia

### Film
| Év   | Magyar cím                                      | Eredeti cím                                       | Szerep                         | Magyar hang     |
| ---- | ----------------------------------------------- | ------------------------------------------------- | ------------------------------ | --------------- |
| 2009 |                                                 | Sideways                                          | gyógyszertáros fiú             |                 |
| 2011 | Kellékfeleség                                   | Just Go with It                                   | Michael Murphy / Bart Maccabee | Gerő Botond     |
| 2013 | Bízz bennem!                                    | Trust Me                                          | Phillip                        | Ács Balázs      |
| 2014 |                                                 | Just Before I Go                                  | Randy Morgan                   |                 |
| 2015 | Batman kontra Robin                             | Batman vs. Robin                                  | fiatal Bruce Wayne (hangja)    | Pál Dániel Máté |
| 2015 | Az utaskísérő – Senkit nem hagy kielégítetlenül | Larry Gaye: Renegade Male Flight Attendant        | Donnie                         | Ács Balázs      |
| 2015 | A szerelem epizódjai                            | Baby, Baby, Baby                                  | Roger Waldman                  |                 |
| 2015 |                                                 | All Hallows' Eve 2                                | Max                            |                 |
| 2016 | Életem legrosszabb éve                          | Middle School: The Worst Years of My Life         | Rafe Khatchadorian             | Pál Dániel Máté |
| 2016 | Miért pont Ő?                                   | Why Him?                                          | Scotty Fleming                 | Boldog Gábor    |
| 2018 |                                                 | The Boxcar Children: Surprise Island              | Henry (hangja)                 |                 |
| 2019 | A nagybetűs kamaszkor                           | Big Time Adolescence                              | Monroe "Mo" Harris             | Gáll Dávid      |
| 2019 | A magas lány                                    | Tall Girl                                         | Jack Dunkleman                 | Csiby Gergely   |
| 2020 | Amerikai vacsora                                | Dinner in America                                 | Kevin                          |                 |
| 2021 |                                                 | North Hollywood                                   | Drew                           |                 |
| 2022 | A magas lány 2.                                 | Tall Girl 2                                       | Jack Dunkleman                 | Csiby Gergely   |
| 2024 |                                                 | The Real Bros of Simi Valley: High School Reunion | Aaron                          |                 |
| 2024 | Idővágás                                        | Time Cut                                          | Quinn                          | Rada Bálint     |

### Televízió
| Év        | Magyar cím                   | Eredeti cím                  | Szerep                 | Megjegyzések                                                                         |
| --------- | ---------------------------- | ---------------------------- | ---------------------- | ------------------------------------------------------------------------------------ |
| 2010      | A hivatal                    | The Office                   | Robert Lipton fia      | 1 epizód                                                                             |
| 2011      | Tara alteregói               | United States of Tara        | Monty                  | 3 epizód                                                                             |
| 2011–2013 | Doktor Addison               | Private Practice             | Mason Warner           | főszereplő (5-6. évad)                                                               |
| 2013–2014 |                              | Back in the Game             | Danny Gannon           | főszereplő                                                                           |
| 2014      | Szilícium-völgy              | Silicon Valley               | fiú                    | 1 epizód                                                                             |
| 2014–2015 |                              | Red Band Society             | Charlie                | főszereplő                                                                           |
| 2015      |                              | About a Boy                  | Clay                   | 3 epizód                                                                             |
| 2015      |                              | Cuckoo                       | Dylan                  | televíziós próbaepizód                                                               |
| 2015      | Családom, darabokban         | Life in Pieces               | Aiden                  | 1 epizód                                                                             |
| 2016      |                              | Impastor                     | Austin                 | 2 epizód                                                                             |
| 2017      | Mick kell a gyereknek!       | The Mick                     | Dylan                  | - 2 epizód - magyar hangja: - Boldog Gábor                                           |
| 2017      | Jóapátok                     | Man with a Plan              | Tyler                  | 1 epizód                                                                             |
| 2017–2018 |                              | American Vandal              | Sam Ecklund            | főszereplő                                                                           |
| 2020–2022 | Locke & Key – Kulcs a zárját | Locke & Key                  | Gabe                   | - főszereplő (1–2. évad) - vendégszereplő (3. évad) - magyar hangja: - Bergendi Áron |
| 2020      |                              | Love Life                    | Luke Ducharme fiatalon | 1 epizód                                                                             |
| 2020      |                              | The Real Bros of Simi Valley | Aaron                  | visszatérő szereplő                                                                  |
| 2023      | Kegyetlen nyár               | Cruel Summer                 | Luke Chambers          | főszereplő (2. évad)                                                                 |

## Díjak és jelölések
A 33. Young Artist Awards-on a Kellékfeleség című filmmel a legjobb filmes alakítás – fiatal férfi mellékszereplő kategóriában jelölték díjra.

## Fordítás
- Ez a szócikk részben vagy egészben  a   Griffin Gluck című angol Wikipédia-szócikk ezen változatának fordításán alapul.  Az eredeti cikk szerkesztőit annak laptörténete sorolja fel. Ez a jelzés csupán a megfogalmazás eredetét és a szerzői jogokat jelzi, nem szolgál a cikkben szereplő információk forrásmegjelöléseként.